# Wytham Woods
Wytham Woods est une forêt située dans l'Oxfordshire, en Angleterre, à 5 km au nord-ouest de la ville d'Oxford. Elle est protégée comme site d'intérêt scientifique particulier.

## Histoire
L'histoire du site remonte au Xe siècle, quand le roi Eadwig donne à l'abbaye d'Abingdon des terres situées sur les villages de Hinksey, Seacourt et Wytham. Lors de la dissolution des monastères, en 1535, une grande partie de ce vaste ensemble est acquis par John Williams, premier baron de Thame, qui le transmet au baron Norreys. Le titre passe ensuite à la famille Bertie, qui devient comte d'Abingdon en 1682. 
En 1814, les Inclosure Acts permettent au cinquième comte d'Abingdon de remodeler profondément le domaine, devenu largement dépourvu de forêts, et fait planter des hêtres, des chênes, des tilleuls, des érables sycomores et des ormes de montagne. Ses héritiers s'y intéressent peu et la forêt, connue à l'époque sous le nom de Cumnor Wood, est vendue par le septième comte d'Abingdon au colonel Raymond ffennell. À la mort de la fille unique de ce dernier, le domaine est donné à l'université d'Oxford en 1942, à la condition que l'université « prenne toutes dispositions raisonnables pour préserver et maintenir la forêt, l'utilise pour l'instruction des étudiants concernés et y établisse un centre de recherche. »
La donation à l'université d'Oxford recouvre 1 250 ha, dont 400 de bois. Ces derniers sont d'abord placés sous l'autorité de la commission sylvicole de l'université, qui les gère comme une forêt commerciale. En 1950, Wytham Woods reçoit la désignation de site d'intérêt scientifique particulier et la gestion évolue vers celle d'une réserve biologique. Des chercheurs comme Dennis Chitty, Charles Sutherland Elton, Edmund Brisco Ford, David Lack, Henry Neville Southern et George Varley l'investissent alors comme terrain de recherche et en font l'un des endroits les mieux étudiés du Royaume-Uni sur le plan biologique.

## Site physique
Wytham Woods tire son nom du vieil anglais wiht, qui désigne un méandre : la forêt et les prairies alentour occupent 415 ha sur deux collines calcaires ceintes par un méandre de la Tamise. Le site comporte 386 ha d'un seul tenant, constitués de forêt et de prairies, ainsi que quatre bois séparés : Stroud Copse, Higgins Copse, Cammoor Copse et Stimpson’s Copse.

## Faune et flore

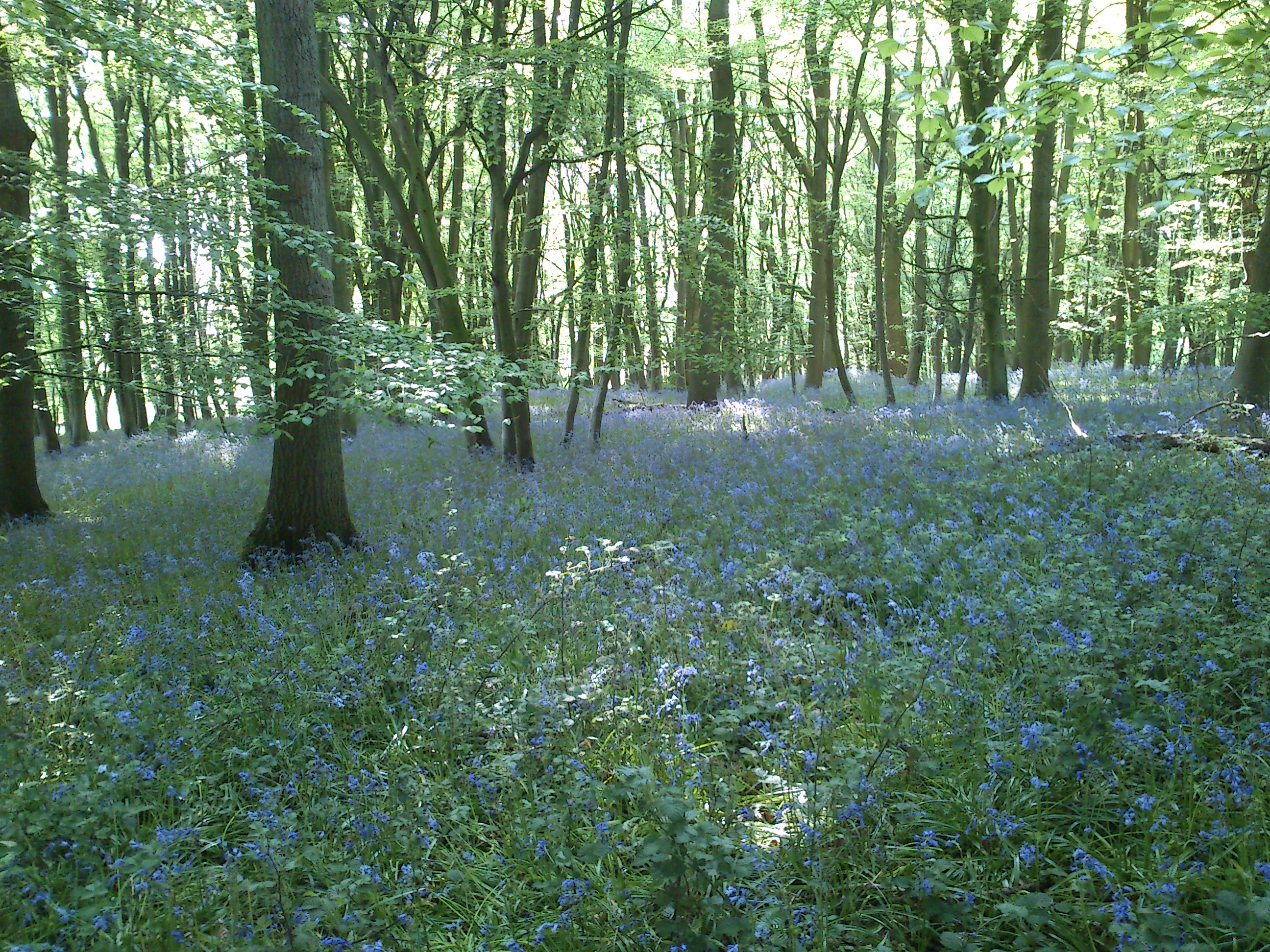
Tapis de Jacinthe des bois à Wytham Woods.

Vers 1950, le biologiste Charles Sutherland Elton institue un inventaire écologique, le Wytham Ecological Survey, qui continue d'être assuré sous l'égide du muséum d'histoire naturelle de l'université d'Oxford. Cet inventaire porte sur la flore, les mamifères, les oiseaux, mais aussi les invertébrés : il a permis d'identifier des espèces nouvelles pour la Grande-Bretagne, comme la mouche Microsania  vrydaghi, et même des espèces nouvelles pour la science, comme  la guêpe parasitoïde Syntretus lyctaea.
Cinq cent espèces de plantes ont été identifiées à Wytham Woods depuis 1980, ce qui représente un tiers à un quart de la diversité végétale de l'ensemble du pays. La forêt est largement recouverte de Mercuriale vivace, de Brachypode des bois et, par endroits, de tapis de Jacinthe des bois, emblématique des forêts anglaises en avril-mai. Parmi les espèces remarquables figurent la Colchique d'automne, la Campanule gantelée et plusieurs orchidées, dont l'Orchis pyramidal.
L'avis de notification pour le statut de site d'intérêt scientifique particulier fait état d'une très grande diversité des invertébrés présents, avec plus de 800 espèces de papillons, 200 espèces d'araignées, 700 espèces d'hyménoptères (abeilles, guêpes et fourmis), 250 espèces d'hémiptères et 27 espèces de vers de terre. Les papillons peu communs trouvés à Wytham incluent la Sésie bembex, la Boarmie du Tilleul, la Boarmie frottée et le Capuchon.
L'inventaire des oiseaux présents à Wytham Woods a commencé en 1947, sous l'égide du Edward Grey Institute of 
Field Ornithology, géré par le département de zoologie de l'université d'Oxford. En 1990, 153 espèces sont répertoriées : 78 espèces habituelles, dont 63 nicheuses, et 75 espèces représentées par des oiseaux erratiques. Les espèces notées comme habituelles à l'époque sont typiques d'une forêt anglaise de feuillus avec un sous-bois développé : mésanges, grives, fringillidés, Rossignol philomèle, trois espèces de pics, bécasses, etc. Depuis lors, les forestiers ont cessé d'éclaircir les arbres, tandis que la population de cervidés a augmenté, conduisant à une quasi-disparition du sous-bois, au détriment des espèces buissonnières comme le rossignol, le Pipit des arbres, le Rougequeue noir, la Tourterelle des bois et le Gobemouche gris. La Mésange boréale, objet à Wytham de la première étude britannique sur l'espèce, a désormais disparu comme espèce nicheuse, de même que le Bruant proyer. Le Moineau friquet est également devenu rare. En sens inverse, la Buse variable et la Chouette hulotte sont désormais nicheuses à Wytham. Wytham Woods est par ailleurs connu pour son suivi de long terme des mésanges, particulièrement la Mésange bleue et la Mésange charbonnière, lancé par David Lack lors de l'hiver 1946-1947, sur le modèle d'une étude similaire menée aux Pays-Bas par Huijbert Nicolaas Kluijver.
Wytham Woods abrite également plusieurs études de long terme sur les mammifères, notamment sur les micromammifères et sur le Blaireau européen.